# Езекіель Анісі
Єзекіїль Анісі (нар. 1 вересня 1988—24 травня 2017) — політичний діяч Папуа Нової Гвінеї. Він був членом Національного Парламенту Папуа Нової Гвінеї з серпня по жовтень 2012 року, коли був повалений Національний суд, а з грудня 2013 року відбулися довибори, представляючи електорат Амбунті-Дреікікір в Східній Провінції Сепік. Він був наймолодшим членом Парламенту в Папуа-Новій Гвінеї.

## Ранні роки та освіта
Анісі, син генерального секретаря колишньої Народної партії Прогресу Алекса Анісі, здобув освіту в Дерикійській початковій школі і Дерикійській середній школі. Перевагу у виборі роду діяльності образ позицію «учня».

## Політична кар'єра
Спочатку він був обраний до Народної Партії прогресу на загальних виборах в липні 2012 року, перемігши Національну Партію Альянсу депутата і екс-міністра Тоні Аімо. У серпні 2012 року, Аімо оскаржив результат в Національному суді (що засідає в Апеляційному Суді), стверджуючи, що Анісі не досягнув конституційно необхідного віку 25 років, і що він не був на виборчій дільниці під час виборів. Головний редактор газети Громадянин був звинувачений у неповазі до суду за висвітлення справи в той час як він очікував вироку. Суд виніс рішення на користь Аімо 24 жовтня, підтримуючи обидва аргументи і з'ясувавши, що в Анісі було фальшиве свідоцтво про народження. Суд скасував вибори Анісі, і оголосив Аімо обраним на його місце.
Анісі успішно оскаржив рішення у Верховному суді, який в червні 2013 року призначив додаткові вибори на це місце. Проте, у вересні він був звільнений Народною Партією Прогресу, яка стверджувала, що він шукає фінансову допомогу від інших партій і груп. Замість цього він оскаржив і виграв грудневі додаткові вибори до правлячого Національного Народного Конгресу. Вдруге прийняв присягу 6 січня 2014 року.
У березні 2014 року Анісі повідомили, що в ряді з провінційної адміністрацією East Sepik про надлишок посад державних службовців та погоджень їх розвитку. Він гнівно відкинув звинувачення, висунуте державними службовцями в той час, стверджуючи, що він незаконно володіє поліцейською вогнепальною зброєю. У квітні, коли Пітер О'Ніл відвідав свій електорат, щоб відкрити дорогу Амбунті-Дрекікір, Анісі описав відкриття як «історичне і знакове» і заявив, що він підтвердив своє рішення приєднатися до Народного Національному Конгресу. У січні 2016 року, йому було довірено надання швидкої допомоги в віддалений центр на південь для відновлення здоров'я своїх виборців.

## Смерть
Анісі, як повідомляється, помер 24 травня 2017, в той час як відбувався збір виборчих матеріалів у гостьовому будинку в Морсбі, всього за кілька тижнів до загальних виборів, де він балатувався на другий термін повноважень. Член сім'ї сказав, що він помер під час транспортування до «Тихоокеанського міжнародного госпіталю» (англ. Pacific International Hospital). Його раптова смерть у віці 28 років викликала гостру дискусію про здоров'я депутатів в Папуа-Новій Гвінеї